# Loitsche

Loitsche est un petit village allemand, aux abords de Magdebourg, capitale du Land Saxe-Anhalt qui fait partie de la commune de Loitsche-Heinrichsberg.
Loitsche est aussi le village où ont grandi les jumeaux, Bill Kaulitz et Tom Kaulitz, chanteur et guitariste du groupe Tokio Hotel.